# Kasteel Lemiers

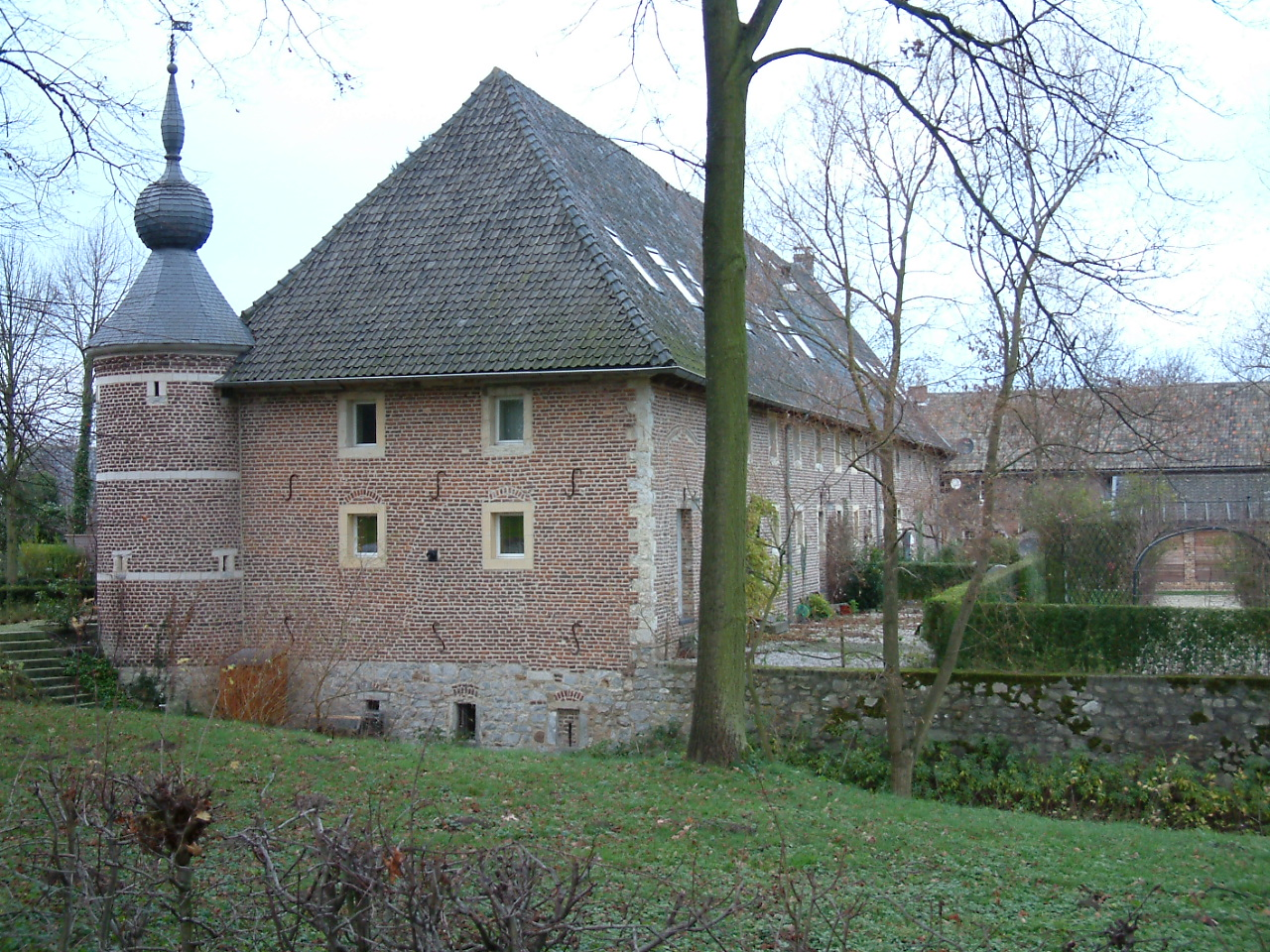
Kasteel Lemiers, de kasteelboerderij waarin vroeger een watermolen was

Kasteel Lemiers is gelegen in het gelijknamige dorp Lemiers dat tegenwoordig deel uitmaakt van de Nederlands Limburgse gemeente Vaals.

## Beschrijving van het kasteel
Het kasteel omvat een herenhuis en een kasteelboerderij. Ze is gebouwd op de plaats waar de Hermansbeek in de Selzerbeek uitmondt en ze had ook een watermolen met de naam Kasteelmolen. Het oudste deel van het huis is een vierkante waterburcht met een traptoren, beiden uit de 15e eeuw en gebouwd op de fundamenten van een voorganger uit de 12e eeuw, waarvan de kelders en de tongewelven zijn overgebleven.
In 1640 werd het kasteel aan de zuidzijde uitgebreid met drie smalle vleugels om een kleine binnenplaats. De meest zuidelijke vleugel heeft een open arcade op Toscaanse zuilen.
De L-vormige nederhof stamt uit 1677 hetgeen blijkt uit de aanwezige jaarankers. De poort met doorgang is uit 1683. Het zuidelijke deel van de hoeve met de ronde hoektoren werden, zoals door een windvaan op de torenspits aangeduid, in 1774 aangebouwd. In deze vleugel is een watermolen ingericht. Uit dezelfde tijd zijn de toegangspoort in Lodewijk XVI-stijl en de boogbrug naar het huis.
Op het terrein bevindt zich een grafmonument, eveneens in Lodewijk XVI-stijl, geconstrueerd na het overlijden van geneesheer te Berlijn jhr. dr. Carl von Pelser Berensberg (1817-1891). Verder is er een monumentale fontein uit 1729.

## Geschiedenis en bewoners
Hoewel een schenking van grond in Lemiers in 1055 wel als basis voor het latere kasteel is gezien, betrof dit slechts een bescheiden boerderij, geen grote hof. De eerste persoon die de naam 'van Lemiers' draagt is Winandus de Lumirs, die in oorkonden uit 1202 en 1219 wordt genoemd als behorend tot het gevolg van de hertog van Limburg. Hij was echter nog ministeriaal (dienstman) van de hertog. Veel ministerialengeslachten ontwikkelden zich tot ridders en werden onderdeel van de lagere adel, met een eigen versterkt huis. Zo ging het waarschijnlijk ook met de naar Lemiers genoemde dienstmannen. In 1269  wordt Gerardus de Lumirs vermeld onder de ridders en vazallen van de hertog van Limburg. Vanaf de late dertiende eeuw, met het verdwijnen van het oudere type kasteel, het mottekasteel, werden de versterkte huizen aan of in het water gebouwd en omringd door een gracht. De eerste volledig uit steen gebouwde woontoren of donjon op de plek van het huidige kasteel dateert mogelijk uit de dertiende eeuw. Het huis was een leen van 's-Hertogenrade. 
Gegevens over de eigenaren blijven lang schaars. In de veertiende eeuw was de familie Van Ophem waarschijnlijk eigenaar. Door huwelijk kwam het kasteel in het bezit van het geslacht Van den Hove. In de eerste helft van de vijftiende eeuw was Palm van den Hove eigenaar. Na zijn dood kwam het via zijn zus Liesbeth (overleden 1468) aan haar man, Johan van Eys, genaamd Beusdael (overleden 1483). Dit geslacht bleef eigenaar tot in de zeventiende eeuw. Rond 1640 werd het gebouw gekocht door George Stücker, die juridisch adviseur was van de Akense schepenstoel. In 1638 was hij in de adelstand verheven en hij noemde zich nu ‘Von Stücker genant Hochstetter zu Lemiers’. Hij liet het kasteel moderniseren en uitbreiden met de drie vleugels aan de zuidkant en met de kasteelhoeve. Ook liet hij het Sint-Catharianakapelletje weer opknappen.
De volgende eigenaar van het kasteel was Johann Wilhelm Brewer von Fürth, telg uit een adellijke familie in Aken en Zuid-Limburg. Hij verwierf het kasteel door zijn huwelijk met Adelheid von Stücker, de dochter en enig kind van George von Stücker. Toen deze dochter kinderloos stierf, erfde Von Fürth het kasteel en alle landerijen. Kaspar Freiherr von Brewer gen. von Fürth, een kleinzoon van Brewer von Fürth, wilde een bierbrouwerij in de kasteelhoeve vestigen. Diens enige dochter trouwde in 1807 met de adellijke Duits-Nederlandse jhr. Fredericus Franciscus Josephus Maria Antonius von Pelser Berensberg (1778-1861). Na verloop van tijd kwam het kasteel leeg te staan toen het echtpaar elders ging wonen.

## Het heden
Na de Tweede Wereldoorlog werd het huis, zoals veel ander Duits bezit in Nederland, geconfisqueerd en verkocht aan de kunsthandelaar Otto Maximiliaan Hofland Fürst uit Amsterdam. Vervolgens kwam het in bezit van toe aan E.J.A.J. Jongen.
Tegenwoordig zijn er een aantal kantoren in het kasteel gevestigd. In het herenhuis woont tegenwoordig een familie genaamd Alberts.
Het kasteel is een rijksmonument.

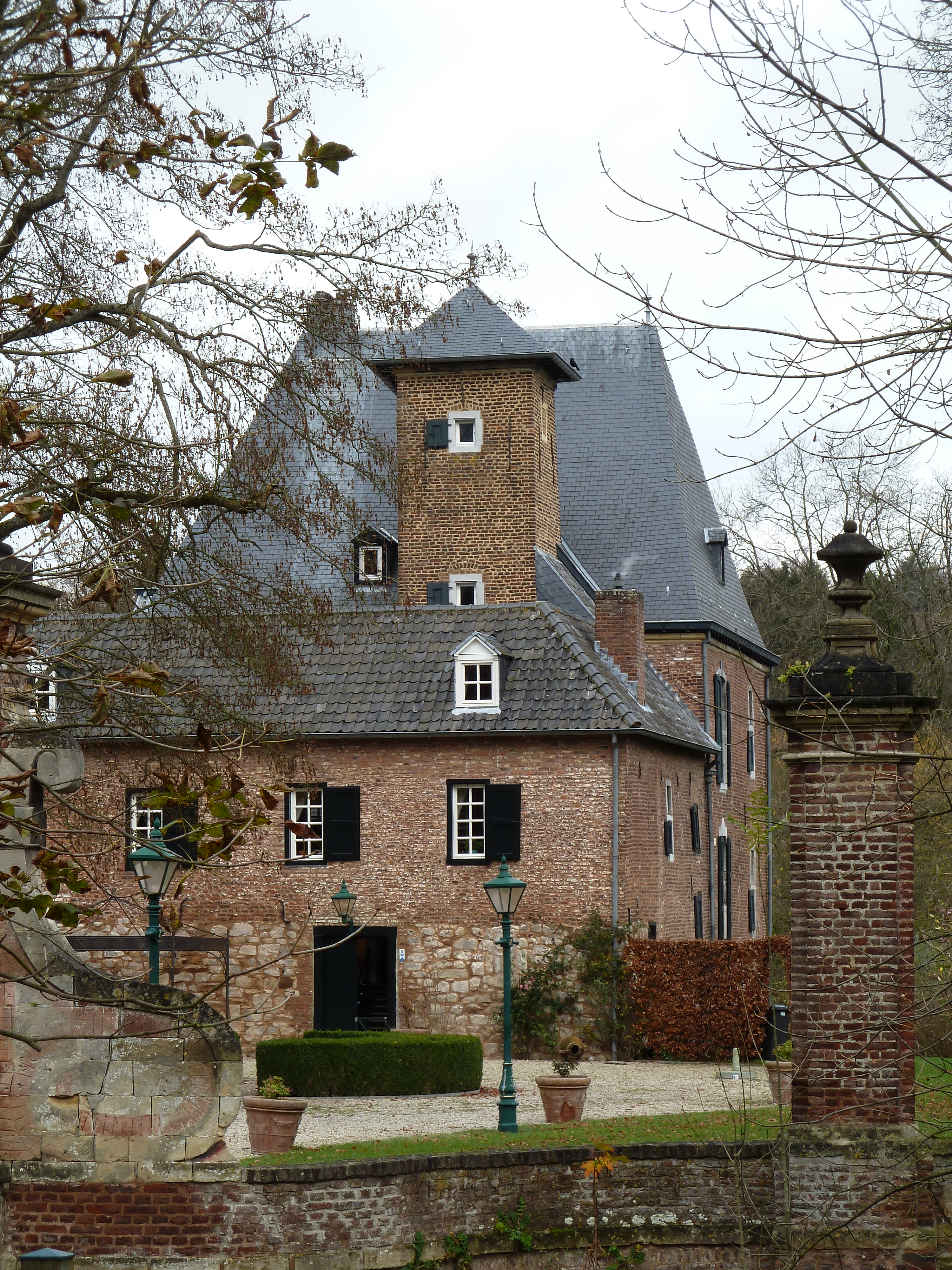
Hoofdgebouw
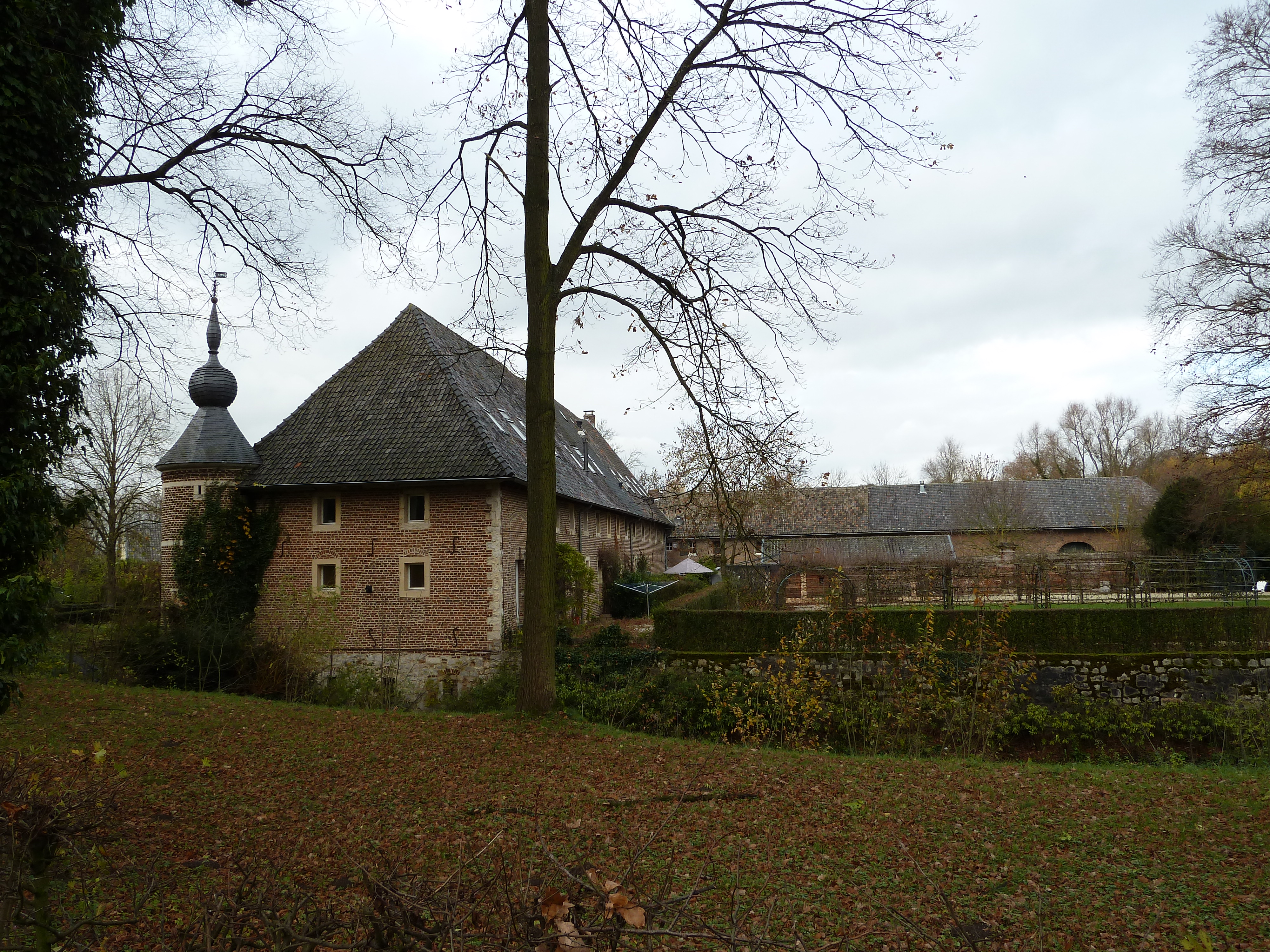
Bijgebouw
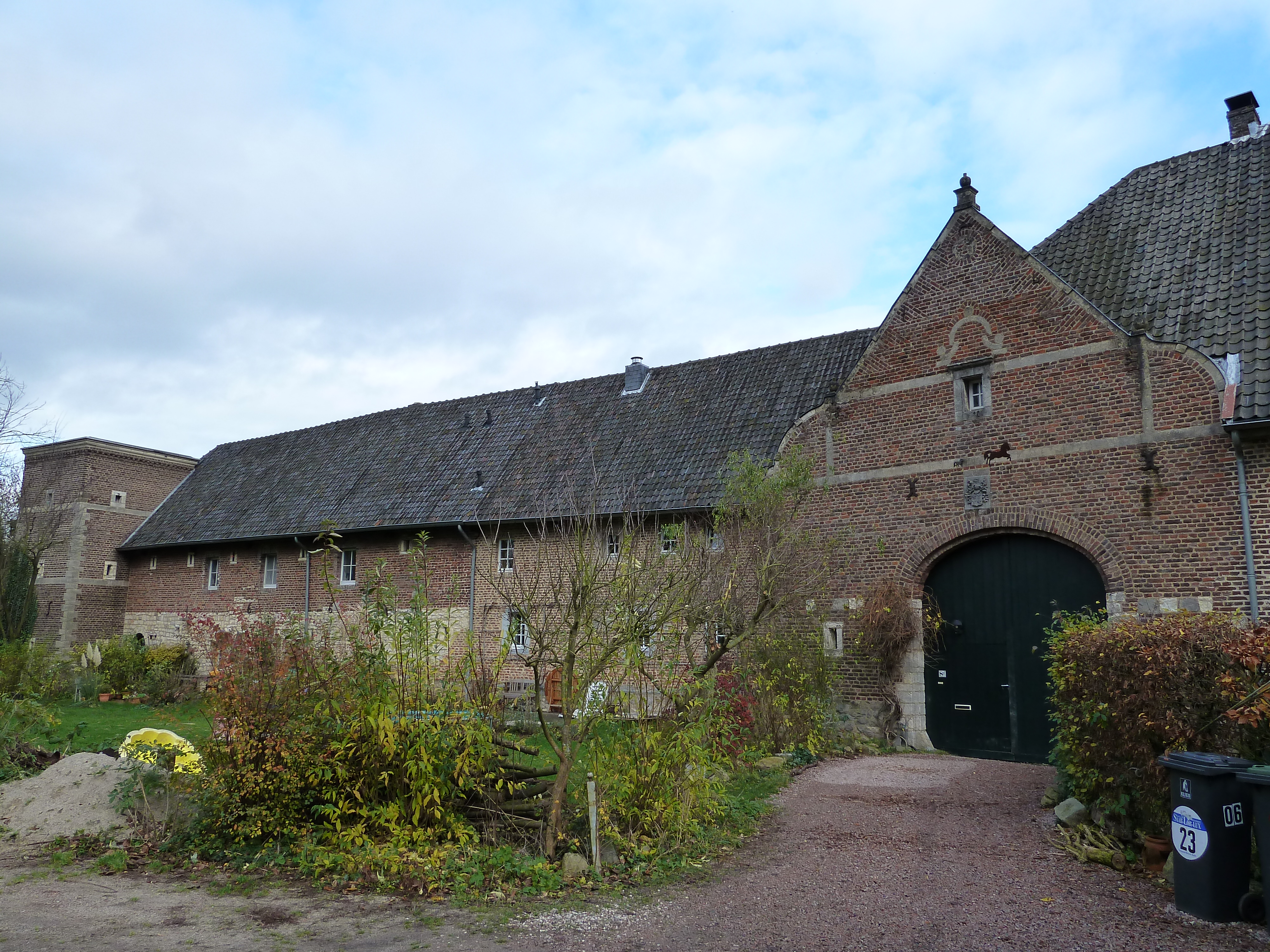
Bijgebouw vanaf de andere kant gezien
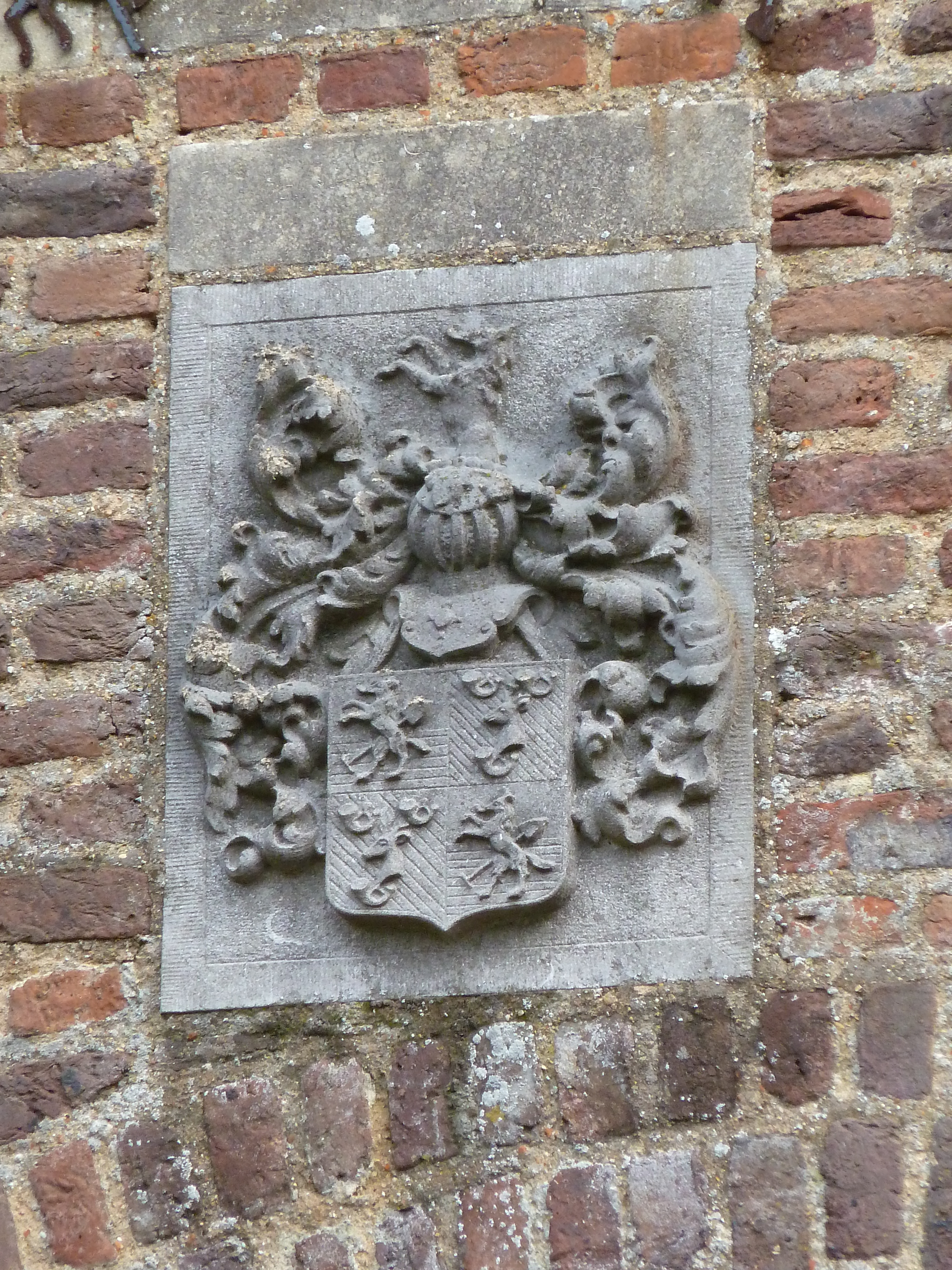
Gevelsteen met wapen (poort bijgebouw)
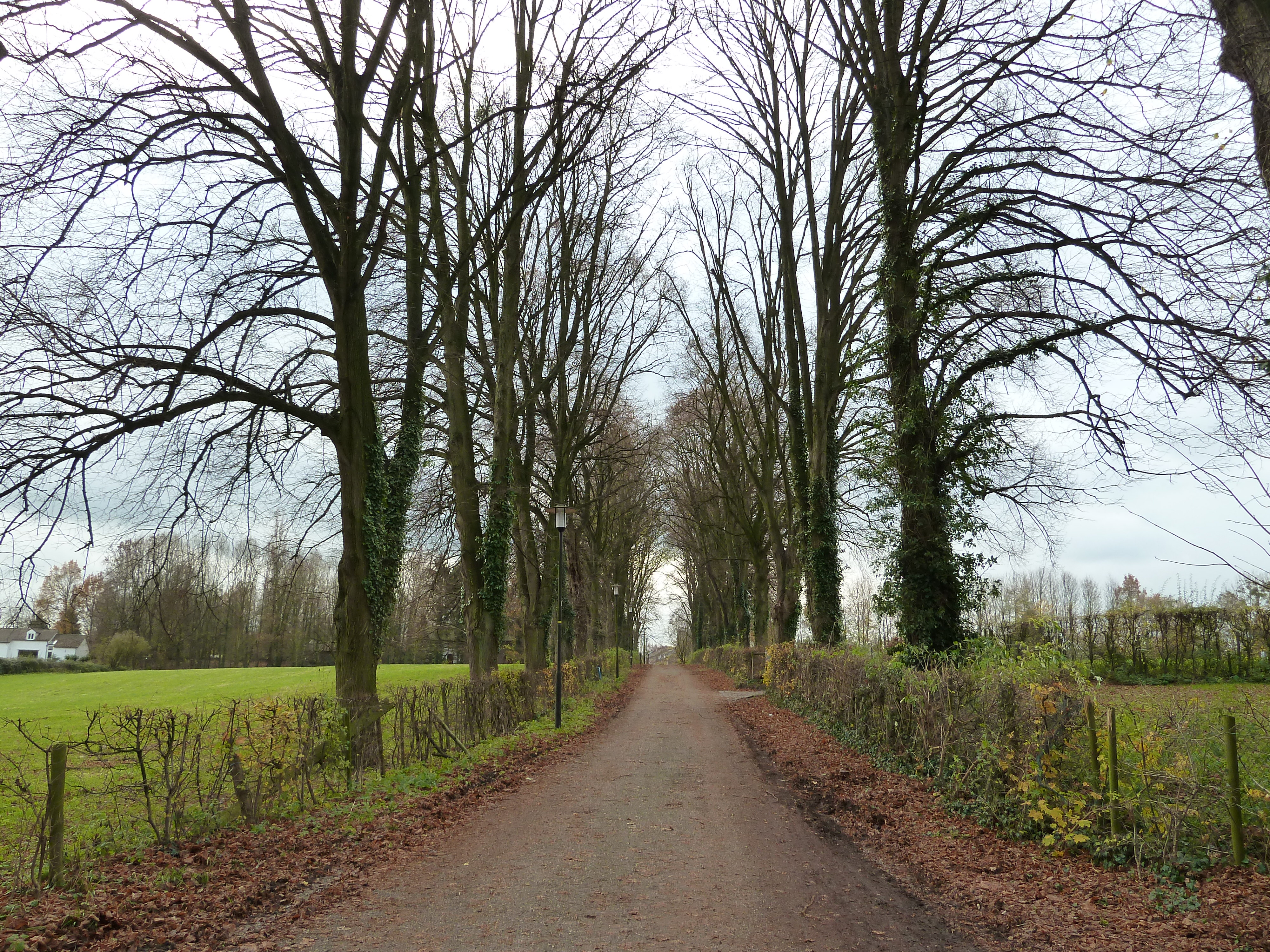
Oprijlaan
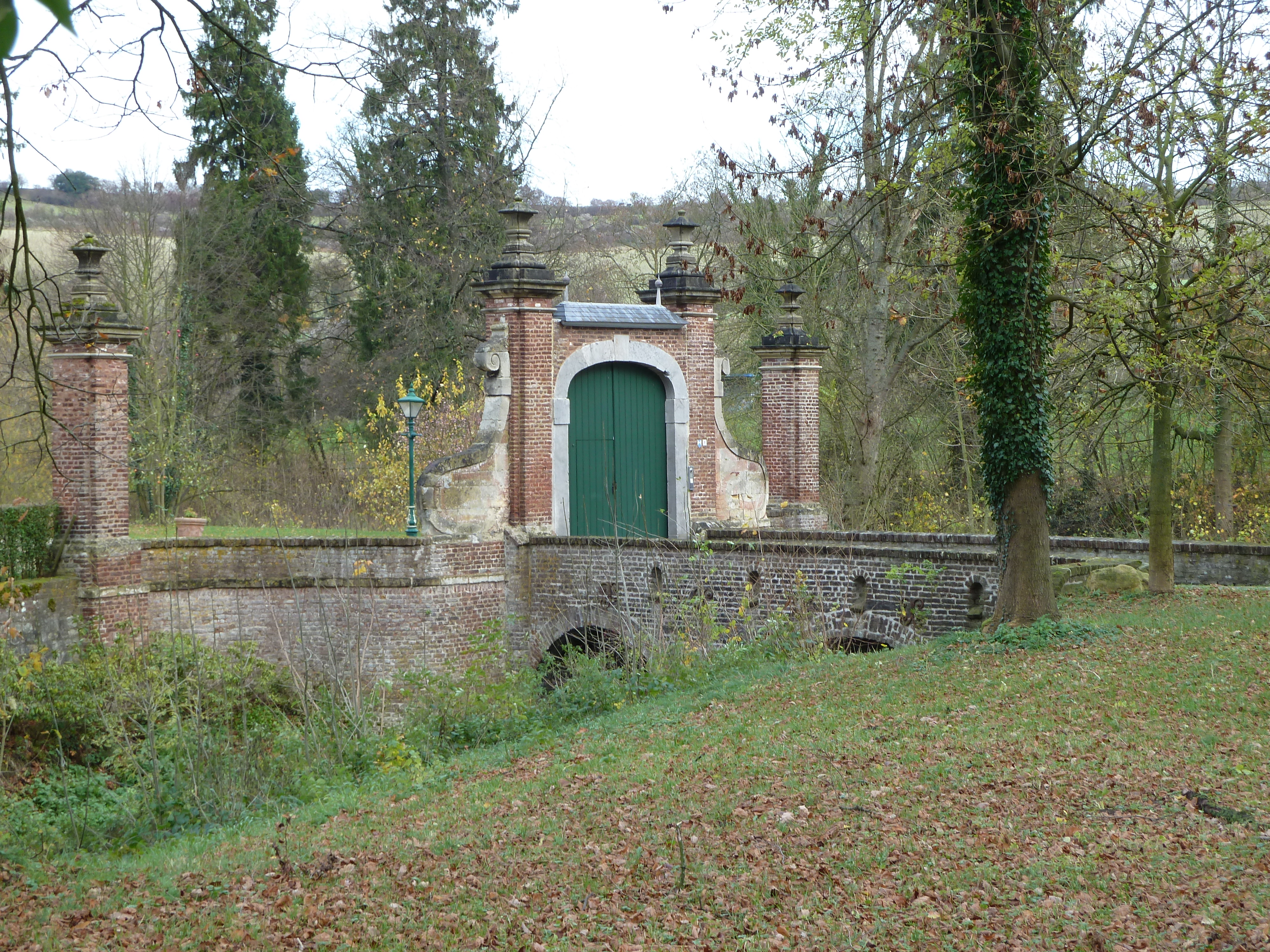
Toegangspoort met brug
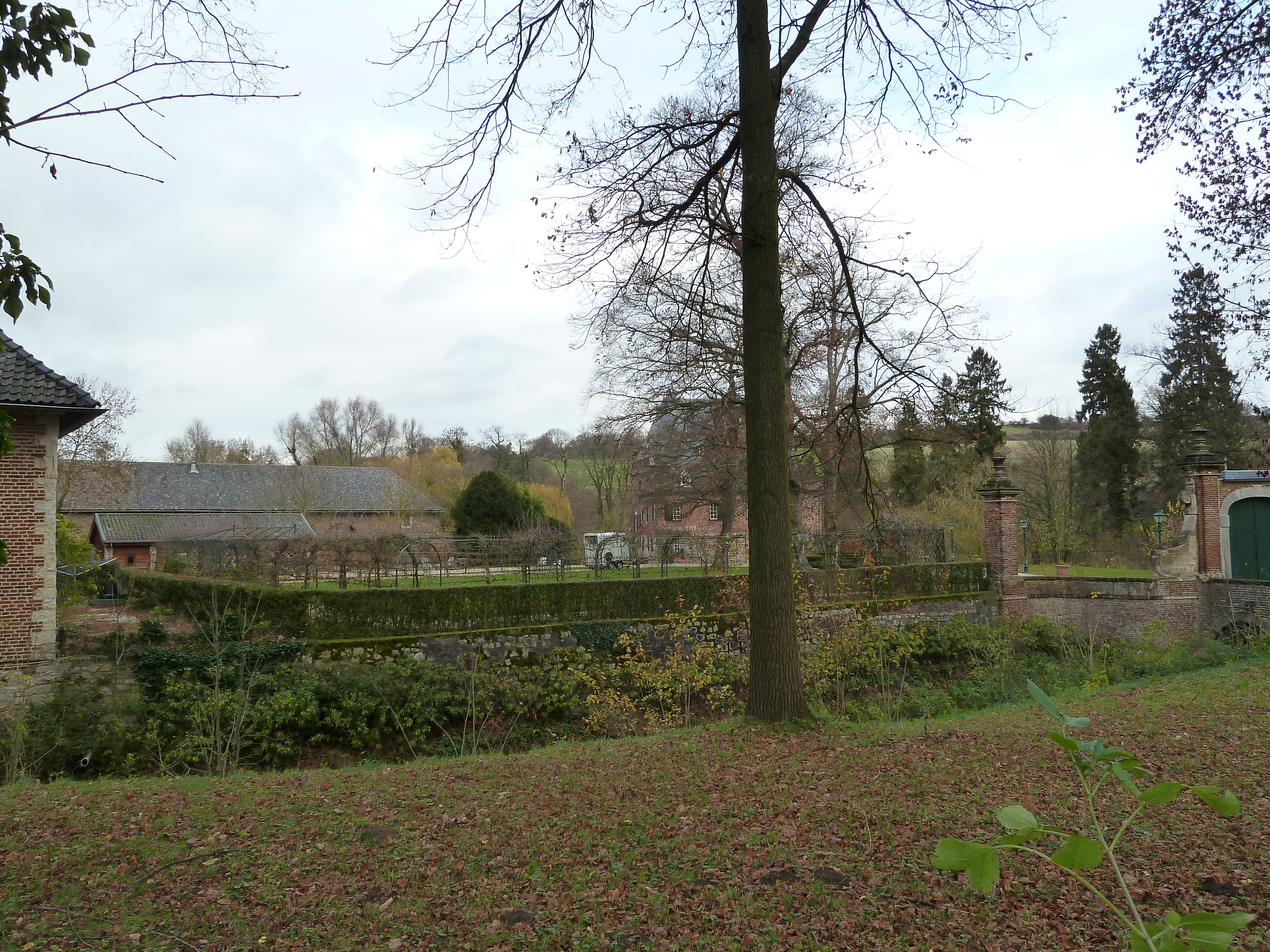
Binnenterrein

Aerwinkel · Kasteel Afferden · Aldt Huys · Aldenborgh · Kasteel Aldenghoor · Aldenhoven · Alte Burg · Kasteel Amstenrade · Slot Annendael · Kasteel Arcen · Baersdonck · Bakvliet · Baronsberg · Baxhof · Beegden ·  Benzenrade · Kasteel De Berckt · Kasteel Bethlehem · Beusdaelshof · Binsfeld · Huis Blankenberg · Kasteel Bleijenbeek · Blitterswijck · Boerlo · Bolberg · Bollenberg · Kasteel De Bongard · Borggraaf · Kasteel d'Erp · Kasteel Borggraaf · Kasteel Borgharen · Kasteel Born · Huis Bree · Breust · Kasteel Broekhuizen · Broekhuizen · Gracht Burggraaf · Kasteel De Burght · Kasteel Cartils · Cloppenburg (Oost-Maarland) · Kasteel Cortenbach · Huis De Dael · Dammerscheid · Kasteel De Bockenhof · De Donck (Sevenum) · De Donck (Swolgen) · De Dorth ·  Huis ten Dijcken · Kasteel Doenrade · De Doom · Douve · Douvenrade · De Dries · Kasteel Erenstein · Kasteel Eijsden · Eijsden · Einrade · Kasteel Elsloo · Ensenbroek · Eperhuis · Etzenraderhuuske · Exaten · Kasteel Eijckholt · Kasteel Eyckholt · Eys · Gastendonck · Kasteel Genbroek · Gebroken Slot · Kasteel Geijsteren · Kasteel Op Genhoes · Kasteel Genhoes · Genneperhuis · Kasteel Het Geudje · Kasteel Geulle · Kasteel Geusselt · Geijsteren · Gen Heck · Ghoor · Kasteel Goedenraad · Kasteel Grasbroek · Kasteel Groenendaal · Groethof · Groot Paarlo · Kasteel van Gronsveld · De Gun ·Kasteel Haeren · Kasteel Den Halder · Heerlaer · Heeze · Heijen · 's-Herenanstel · Kasteel Hillenraad · Kasteel Hoensbroek · Hoenshuis · Holstrate · Holtmühle · Huize Holtum · Kasteel Horn · De Horst · Huys ter Horst · Ten Hove (Grathem) · Ten Hove (Panningen) · Huis Brias · Huis Darth ·  Kasteel Hurpesch · Kasteel Sint-Jansgeleen · Kasteel Jerusalem · Kasteel Kaldenbroek · Den Kamp · Kasteel Karsveld · Kasteel Keverberg · Klein Paarlo · Klimmender Huuske · De Kolck · Koppelberg · Laar · Landsfort · Kasteel Lemiers · Kasteelruïne Lichtenberg · Kasteel Limbricht · Lonesteyn · Huize Lovendael · Mazenburg · Kasteel van Meerlo · Kasteel Meerssenhoven · Meezenbroek · Kasteel van Mheer · Middelaar · Kasteel Millen · Kasteel Montfort · Movert · Mulrode · De Munt · Château Neercanne · Kasteel Neubourg · Nienghoor · Huis Nierhoven · Kasteel Nieuwenbroeck · Nije Huys · Kasteel Nijenborgh · Kasteel Nijswiller · Nijthuysen · Kasteel Obbicht · Oedenrade · Kasteel Ooijen · Kasteel Oost (Valkenburg) · Kasteel Oost (Oost-Maarland) · Kasteel Ouborg · Overen · Kasteel Passarts-Nieuwenhagen · Prickenis · Prinsenhof · Puth · De Putting · Raath · De Raay · Ravenhof · Kasteel Reijmersbeek · Kasteel van Rijckholt · Kasteel Rivieren · Rodenbroek · Rosendaal · Kasteel Schaesberg · Kasteel Schaloen · Te Scharen · Schenkenburg · Kasteel Scheres · De Spijker (Geijsteren) · De Spijker (Leeuwen) · Huis Severen · Sibberhuuske · Château St. Gerlach · Spraland · Huis De Spyker · Huize Stalberg · Stalberg (Wellerlooi) · De Steeg · Kasteel Stein · Steinhagen · Steenen Huis · Stoel van Swentibold · Strijthagen (Landgraaf) · Strijthagen (Welten) · Struyver · Kasteel Terborgh · Terlinden (Wijnandsrade) · Terveurdt · Ter Weyer · Kasteel Ter Worm · De Tombe · Huis De Torentjes · Triest · Trippaert · Kasteel Vaalsbroek · Kasteel Vaeshartelt · Valkenburg · Vliek · De Vroenhof · Vrijburg · Kasteel Wambach · Warenberg · Well · Weyershof ·  Wijlre · Kasteel Wijnandsrade · Wijnandsrade · Wijnantshof · Wissegracht · Huize Witham · Kasteel Wittem · Wolfrath · Wylre